# Margarida de Borgonha, Duquesa da Baviera
Margarida de Borgonha (em francês: Marguerite de Bourgogne; outubro de 1374 — Le Quesnoy, 8 de março de 1441) foi duquesa da Baviera como esposa do duque Guilherme II.

## Biografia
Foi a terceira criança e primeira filha dos nove filhos de Filipe, o Audaz, e Margarida II, condessa de Flandres. Seu pai usou os casamentos de seus filhos para atingir suas metas de longo alcance. Em consonância com esta estratégia, Margarida e seu irmão João foram casados em um matrimônio duplo com Guilherme da Baviera e sua irmã Margarida. Este casamento, celebrado em 12 de abril de 1385 em Cambrai, teria mais tarde influenciar na união de Hainaut e Holanda com Borgonha e Flandres, como realizado pelo sobrinho de Margarida, Felipe, o Bom.
Margarida exerceu muita influência política durante o reinado de seu marido: Guilherme governou Holanda e Hainaut, mas preferiu Holanda e passou a maior parte de seu reinado lá. Assim sua esposa foi governando Hainaut em seu nome.
Após 16 anos de casamento sem filhos, deu à luz uma filha, Jaqueline, em 16 de agosto de 1401. Sua posição política aumentou na década de 1410, quando foi concedido várias cidades e castelos como seus feudos pessoais.
Guilherme morreu em 1417 de uma mordida de cão. Embora ele e Margarida tentaram garantir que a sua filha herdaria todas as suas terras, uma guerra de sucessão eclodiu após a sua morte. Jaqueline viria a herdar Hainaut, Holanda, e Zelândia, mas não a Bavaria. Durante o reinado de sua filha, Margarida esteve envolvida em vários atos políticos. Preferia o Castelo de Le Quesnoy como sua residência, que também era seu feudo pessoal. Morreu em Le Quesnoy em 08 de março de 1441, tendo sobrevivido a sua filha sem filhos.